# Зеления фенер: Анимационният сериал
„Зеления фенер: Анимационният сериал“ (на английски: Green Lantern: The Animated Series) е американски компютърно анимиран телевизионен сериал, създаден по ДиСи Комикс супергерой Хал Джордан. В САЩ анимационният сериал се излъчва като част от телевизионния блок „DC Nation“ по Cartoon Network. Сериала се състои от 26 епизода в един сезон, който е разделен на две сюжетни арки от по 13 епизода.

## Сюжет
Внимание:  Текстът по-долу разкрива сюжета на произведението (или части от него)!

### Първа сюжетна арка
Анимационният сериал се фокусира върху две общности от същества – зелените и червените фенери (в 13 епизод се появява и първият син фенер, който застава на страната на зелените). В самото начало на историята, зелените фенери създават армия от роботи, които имат за цел да опазват мира във вселената. Клонингите не са програмирани добре, но въпреки това биват пуснати на свобода. Те нямат свои собствени чувства, а просто унищожават всички нарушители на реда. Тогава те започват масови убийства, като създават зона на губел и пустош, наречена „Забравена зона“. Години по-късно група от „Забравената зона“, начело с Атроситус, тръгва със своята голяма армада към планетата на пазителите или базата на зелените фенери да търси отмъщение. Тогава на Хал Джордан и екипа му е възложена задачата за предотвратяване на червеното нашествие.

### Втора сюжетна арка
Войната с „Червените фенери“ е приключила, но нова заплаха приижда в Космоса на пазителите. Старите роботи създадени от пазителите се активират от Антимонитър (робот, който унищожава светове) и започват да му служат. Към края на сюжетната арка Ая изключва емоциите си, заради Рейзър, защото казва, че не може да я обича, тъй като е просто машина. Когато става безчувствена тя откъсва главата на Антимонитъра и заема неговото място... 

## Герои
- Хал Джордан/Зеления фенер – Хал Джордан е първият човек, станал зелен фенер. Хал Джордан е главният герой в сериала. Смята се за един от най-добрите. Той е безстрашен и квалифициран фенер. Неподчинителността му помага в много случаи. Озвучава се от Джош Кийтън.
- Киуоог – голям приятел с Хал, Киулок е ветеран зелен фенер. Също като Джордан, той не обича правилата, но за сметка на това е по-сприхав от него. Озвучава се от Кевин Майкъл Ричардсън.
- Ая – Изкуствен интелект, който се учи. По късно обаче тя развива чувства към Рейзър. В 19-и епизод Aя изчезва оставяйки Рейзър скърбящ за нея. В 20-и епизод тя се завръща, но Рейзър я наранява като казва, че тя е само машина. Тя изключва емоциите си, но не може да престане да обича Рейзър. Въпреки това обаче тя превзема тялото на Aнти-монитор и става зла. В последния епизод Aя наранява сериозно Рейзър и той е напът да умре. Най-сетне тя възвръща емоциите си и спасява Червения фенер. Тя пуска вирус на преследвачите, но тя е приела тяхната програма и изчезва. Преди това Рейзър я моли да остане, a тя му отговаря че винаги ще бъде с него по един или друг начин. Озвучава се от Грей ДеЛайл.
- Рейзър – червен фенер, който преди е служел на Атроситус, но после той осъзнал грешката си и се присъединил към екипът на Джордан, а по-късно се влюбва в Ая. Озвучава се от Джейсън Спийзак.

## Епизоди
Вижте: Списък с епизоди на Зеления фенер: Анимационният сериал.
| Сезон | Брой епизоди | Първо излъчване в България | Първо излъчване в САЩ |
| ----- | ------------ | -------------------------- | --------------------- |
| 1     | 26           | 13 декември 2012 г.        | 11 ноември 2011 г.    |

## „Зеления фенер: Анимационният сериал“ в България
В България анимационният сериал започва излъчване на 13 декември 2012 г., по Cartoon Network, премиерно и за страната, и за канала. Излъчването му е разделено също на 2 арки, между които има пауза. Сюжетна арка едно започва на 13 декември 2012 г. и свършва на 28 февруари 2013 г., като се излъчва всеки четвъртък от 18:30ч.
Дублажът е на студио Про Филмс. Ролите се озвучават от артистите Иван Петков (Хал Джордан), Стефан Къшев (Киуоог), Надя Полякова (Ая), Иван Велчев (Рейзър), Георги Иванов, Георги Стоянов, Цветан Ватев, Христо Бонин, Даниела Горанова, Симона Нанова, Цветослава Симеонова, Станислав Пищалов, Вилма Карталска, Ненчо Балабанов, Георги Спасов, Стоян Цветков и други. Режисьор на дублажа е Ненчо Балабанов.
След приключването му сериалът се излъчва седмично в блока Cartoon Toon Toon до 28 декември 2017 г.